# Venezuelana absonustarsalis
Genre
Synonymes
- Lara González-Sponga, 1987 nec LeConte, 1852

Espèce
Synonymes
- Lara absonustarsalis González-Sponga, 1987

Venezuelana absonustarsalis, unique représentant du genre Venezuelana, est une espèce d'opilions laniatores de la famille des Zalmoxidae.

## Distribution
Cette espèce est endémique de l'État de Lara au Venezuela. Elle se rencontre vers Palavecino.

## Description
Le mâle holotype mesure 3,12 mm et la femelle paratype 3,07 mm.

## Systématique et taxinomie
Cette espèce a été décrite sous le protonyme Lara absonustarsalis par González-Sponga en 1987. Le nom Lara González-Sponga, 1987 étant préoccupé par Lara LeConte, 1852, il est renommé Venezuelana par Özdikmen en 2008.

## Publications originales
- González-Sponga, 1987 : « Aracnidos de Venezuela. Opiliones Laniatores I. Familias Phalangodidae y Agoristenidae. » Boletin de la Academia de Ciencias Fisicas, Matematicas y Naturales, vol. 23, p. 1–562 (texte intégral).
- Özdikmen, 2008 : « Nomenclatural changes for some preoccupied harvestman genus group names (Arachnida: Opiliones). » Turkish Journal of Arachnology, vol. 1, p. 37–43.